# Герасимов, Александр Фёдорович
Александр Фёдорович Герасимов (19 июня 1922, Борщёво, Центрально-Чернозёмная область — 1994) — первый руководитель Орловского филиала Московского государственного института культуры (1972—1982 гг.).

## Биография
Родился 19 июня 1922 года в селе Борщёво Воронежской области, СССР.
В 1941 году окончил исторический факультет Воронежского учительского института.
6 ноября 1941 года А. Ф. Герасимов был призван в ряды Красной Армии артиллеристом стрелкового полка, действовавшего в составе Юго-Западного фронта.
В феврале 1942 года был контужен, после госпиталя направлен в полковую школу, затем на окружные курсы младших лейтенантов.
Сентябрь 1942 г. — январь 1944 г. — А. Ф. Герасимов начальник учебной части окружных курсов младших лейтенантов, затем учёба на курсах резерва офицерского состава при Орловском военном округе.
В августе 1944 года Александр Фёдорович был назначен помощником начальника штаба отдельного минного дивизиона, а с ноября 1944 года и до конца Великой Отечественной войны в звании капитана возглавлял штаб этой части.
За проявленные личное мужество, стойкость и отвагу на фронтах Великой Отечественной войны Александр Фёдорович Герасимов награждён орденами Красного Знамени, Красной Звезды, Отечественной войны I и II степени, боевыми и юбилейными медалями «За освобождение Варшавы», «За взятие Берлина», «За победу над Германией в Великой Отечественной войне 1941—1945 гг.», «20 лет победы в Великой Отечественной войне 1941—1945 гг.» и многими другими.
В 1945 году А. Ф. Герасимов включился в восстановление, разрушенного войной, народного хозяйства страны.
В 1946—1948 гг. работал учителем истории в Ельце.
В 1952 году переехал в г. Орёл. С 1952 по 1972 год Герасимов возглавлял различные участки партийной и административной работы.
С 1972 по 1982 год возглавлял Орловский филиал Московского государственного института культуры. Под его руководством сформировался коллектив преподавателей и сотрудников института, была создана необходимая материально-техническая база.
Деятельность А. Ф. Герасимова на посту директора Орловского филиала Московского государственного института культуры отмечена наградами: орден «Знак Почёта», медаль «За доблестный труд в ознаменование 100-летия со дня рождения В. И. Ленина».
В 1982 году в связи с достижением пенсионного возраста А. Ф. Герасимов оставил пост директора. До 1994 года работал доцентом кафедры истории института.